# Hayti (Dél-Dakota)
Hayti település az Amerikai Egyesült Államok Dél-Dakota államában, Hamlin megyében, melynek megyeszékhelye is. Lakosainak száma 393 fő (2020. április 1.).

## Népesség
A település népességének változása:

| 2010 | 381 |
| 2020 | 393 |